# Anatomy of a Scandal
Anatomy of a Scandal (Anatomía de un escándalo) es una serie de televisión dramática del 2022 desarrollada por David E. Kelley y Melissa James Gibson, basada en la novela homónima de Sarah Vaughan.

## Premisa
En el Reino Unido, un parlamentario tory es acusado de haber violado a su asistente femenina.

## Reparto

### Protagonistas
- Sienna Miller como Sophie Whitehouse, esposa de James Whitehouse y antigua estudiante de derecho.
- Hannah Dodd como Sophie Whitehouse de joven
- Michelle Dockery como Kate Woodcroft, QC, abogada.
- Rupert Friend como James Whitehouse, miembro del Parlamento del partido conservador.
- Naomi Scott como Olivia Lytton, asistente y amante de James Whitehouse.

### Secundarios
- Ben Radcliffe como James Whitehouse en sus últimos días como estudiante de Derecho en la Universidad de Oxford.

## Producción
Netflix había anunciado en mayo de 2020 que habían dado luz verde a la serie, que David E. Kelley y Melissa James Gibson adaptaron de la novela homónima de Sarah Vaughan. Nombraron a S. J. Clarkson para dirigir todos los episodios de la temporada de estreno. En septiembre, Sienna Miller, Michelle Dockery y Rupert Friend fueron elegidos para protagonizar la serie. Naomi Scott se agregaría en diciembre, y Ben Radcliffe fue incluido en enero del 2021 como el personaje masculino principal en su juventud.
La filmación comenzó en octubre de 2020 en Shepperton Studios. La producción tuvo lugar en Oxford en febrero de 2021.

## Crítica
Valentina Morillo de El Español la comparó «en tono e intenciones» con The Undoing, pero la calificó de ser «una vela decorativa muy cara.». Salvador Sostres la llamó «pedante» y «equivocada.»  Gabriel Arias Romero le caracterizó de «frío, carente de emociones.»